# Världsmästerskapen i bordtennis 1977
 Världsmästerskapen i bordtennis 1977 spelades i Birmingham under perioden 28 mars-7 april 1977.

## Resultat

### Lag
| Disciplin            | Guld                                                          | Silver                                                                         | Brons                                                                                |
| Herrarnas lagtävling | Kina Guo Yuehua Huang Liang Li Zhenshi Liang Geliang Wang Jun | Japan Tetsuo Inoue Mitsuru Kohno Masahiro Maehara Norio Takashima Tokio Tasaka | Sverige Stellan Bengtsson Åke Grönlund Kjell Johansson Roger Lagerfeldt Ulf Thorsell |
| Damernas lagtävling  | Kina Ge Xinai Zhang Deying Zhang Li Zhu Xiangyun              | Sydkorea Chung Hyun-Sook Kim Soon-Ok Lee Ailesa Lee Ki-Won                     | Nordkorea Kim Chang-Ae Li Song-Suk Pak Yong-Ok Pak Yung-Sun                          |

### Individuellt
| Disciplin   | Guld                             | Silver                      | Brons                             |
| Herrsingel  | Mitsuru Kohno                    | Guo Yuehua                  | Liang Geliang                     |
| Herrsingel  | Mitsuru Kohno                    | Guo Yuehua                  | Huang Liang                       |
| Damsingel   | Pak Yung-Sun                     | Zhang Li                    | Ge Xinai                          |
| Damsingel   | Pak Yung-Sun                     | Zhang Li                    | Zhang Deying                      |
| Herrdubbel  | Li Zhenshi Liang Geliang         | Huang Liang Lu Yuansheng    | Stellan Bengtsson Kjell Johansson |
| Herrdubbel  | Li Zhenshi Liang Geliang         | Huang Liang Lu Yuansheng    | Antun Stipančić Dragutin Šurbek   |
| Damdubbel   | Pak Yong-Ok Yang Ying            | Zhu Xiangyun Wei Lijie      | Zhang Li Ge Xinai                 |
| Damdubbel   | Pak Yong-Ok Yang Ying            | Zhu Xiangyun Wei Lijie      | Lee Ki-Won Kim Soon-Ok            |
| Mixeddubbel | Jacques Secrétin Claude Bergeret | Tokio Tasaka Sachiko Yokota | Li Zhenshi Yan Guili              |
| Mixeddubbel | Jacques Secrétin Claude Bergeret | Tokio Tasaka Sachiko Yokota | Lee Sang-Kuk Lee Ki-Won           |

### Fotnoter
1. ↑  ”World Championships Results”. ITTF Museum. Arkiverad från originalet den 11 maj 2012. https://web.archive.org/web/20120511103023/http://www.ittf.com/museum/results/WorldChresults.html. Läst 7 april 2012.
2. ↑  ”ITTF Statistics”. ittf.com. Arkiverad från originalet den 4 mars 2016. https://web.archive.org/web/20160304050409/http://www.ittf.com/ittf_stats/All_events4.asp?Competition_ID=74. Läst 7 april 2012.